# Talin
Talin (armeniska: Թալին), är en stad i provinsen (marzen) Aragatsotn i Armenien. Staden hade år 2008 5,371 bofasta invånare. I staden ligger Talinkatedralen, som upprättades på 600-talet. 

## Historia
Talin är ett av de äldsta bostadsområdena i regionen vilket befästs genom fynd som daterats till 1000-talet f.Kr. (bland annat i form av bronssvärd). Under 100-talet omnämndes Talin av den grekiske geografen Ptolemaios, som han kallade för Talina. 